# District Gulbene
Het district Gulbene (Lets: Gulbenes rajons) was tussen 1949 en 2009 een district in het noordoosten van Letland, met als hoofdstad Gulbene. Daarnaast lagen er nog dertien ander plaatsen in het district. De oppervlakte van het district was 1873 vierkante kilometer en het had 28.998 inwoners. De opvolger van het district was in 2009 de gemeente Gulbenes novads.
In het district is een spoorlijn gerenoveerd en in 2005 heropend, waardoor Gulbene verbindingen heeft met Alūksne.